# Oddział ROAK Władysława Dubielaka
Oddział ROAK Władysława Dubielaka – powstały na przełomie lat 1945/1946 na terenie powiatu gostynińskiego Oddział ROAK, powołany z inicjatywy Henryka Jóźwiaka „Groźnego” i dowodzony przez Władysława Dubielaka „Myśliwego”. Oddział wchodził w skład Obwodu „Rybitwa” obejmującego tereny powiatów: sochaczewskiego, gostynińskiego i łowickiego.

## Geneza
Członek Sztabu Wojewódzkiego ROAK Henryk Jóźwiak „Groźny” wydał w grudniu 1945 roku rozkaz Władysławowi Dubielakowi (w czasie okupacji komendantowi placówki AK w Dobrzykowie), aby ponownie powołał swoich podkomendnych „do walki o wolność Ojczyzny”. W ciągu dwóch miesięcy Dubielak odtworzył 30-osobowy oddział, który podzielił na 3 plutony, którymi dowodzili: Leonard Koprowicz „Gwiazda” (który był jednocześnie zastępcą Dubielaka), Janusz Puternicki „Wicher” i Adam Jankowski „Dąb”.

## Operacje
Oddział przeprowadził 27 akcji zbrojnych: rozbroił 6 placówek UB i MO, m.in. w Gąbinie, Dobrzykowie, Radziwiu, Pacynie i Łącku. Wykonał 17 akcji ekspropriacyjnych i zaopatrzeniowych, w tym na browar w Ciechomicach, urzędy gmin w: Dobrzykowie, Łącku, Pacynie, Szczawinie, na spółdzielnie w Gąbinie, Łącku, Lwówku i Wincentowie.

## Likwidacja
Akcją w Lwówku dowodził „Gwiazda”. Został on rozpoznany przez konfidenta i następnego dnia aresztowany. Wraz z nim aresztowano kilkunastu żołnierzy. Wszystkich skazano w pokazowym procesie w Płocku na wieloletnie więzienie. Pozostali zaczęli się ukrywać.
1 grudnia 1946 roku Henryk Jóźwiak podjął nieudaną próbę odbicia aresztowanych z aresztu w Gostyninie. Poległ w strzelaninie z grupą operacyjną UB.
W wyniku aresztowań, ciągłych obław, braku kontaktu ze sztabem, Władysław Dubielak podjął decyzję o rozwiązaniu oddziału w styczniu 1947 roku. Jego podkomendni ujawnili się w związku z amnestią w lutym 1947 roku.

## Skazani żołnierze z oddziału Władysława Dubielaka
Tabela zawiera niektóre nazwiska żołnierzy z oddziału Władysława Dubielaka, którzy zostali skazani przez sądy wojskowe, w tym w procesie w Płocku:
| imię i nazwisko       | pseudonim | wyrok                             |
| --------------------- | --------- | --------------------------------- |
| Michał Borkowski      | Włóczęga  | 15 lat                            |
| Władysław Dubielak    | Myśliwy   | kara śmierci                      |
| Feliks Gajewski       | Wrona     | 10 lat                            |
| Jan Gorczycki         |           | 10 lat                            |
| Adam Jankowski        | Dąb       | 5 lat                             |
| Sylwester Kopeć       |           | 5 lat                             |
| Leonard Koprowicz     | Gwiazda   | kara śmierci (po amnestii 15 lat) |
| Tadeusz Leliński      | Ryś       | 15 lat                            |
| Andrzej Matuszewski   |           | 5 lat                             |
| Stanisław Pawlikowski |           | 5 lat                             |
| Janusz Puternicki     | Wicher    | dożywocie (po amnestii 15 lat)    |
| Wiktor Sumiński       | Kropidło  | 15 lat                            |
| Marian Tomaszewski    | Murzyn    | 5 lat (po amnestii uwolniony)     |
| Stanisław Włodarski   | Papuga    | 10 lat                            |
| Władysław Zalewski    | Władek    | 8 lat                             |
| Jan Żabka             | Orzeł     | 7 lat                             |
| Józef Żółtowski       | Szczerba  | 5 lat                             |